# OziExplorer
Der OziExplorer von Des Newman ist neben QuoVadis und Fugawi eines der führenden
Programme, mit denen man Rastergrafiken digitaler Karten unter einer Oberfläche importieren, verwalten und verwenden kann. Diese Art von Programmen können auch gescannte Papierkarten georeferenzieren sowie Geodaten und Karten in unterschiedlichen Formaten im- und exportieren, zum Beispiel KML oder GPS Exchange Format GPX. Das Programm kann von einem geeigneten GPS-Empfänger übermittelte Geodaten einlesen, in lokal gespeicherten Land-, Seekarten darstellen sowie dauerhaft aufzeichnen. Die PC-Version kann zudem Position und Kurs in die Bilddaten von OpenStreetMap, Googlemap und Googlesatellite sowie Virtual Earth-Street und -Satellite darstellen.
Es existieren vier unterschiedliche Versionen des OziExplorers:
- OziExplorer läuft unter den Betriebssystemen Windows und GNU/Linux (mit Wine) und stellt zahlreiche Funktionalitäten zur Navigation und Pflege von Geodaten zur Verfügung.
- OziExplorerCE läuft unter dem Betriebssystem Windows Mobile auf geeigneten Mobiltelefonen oder PDAs. Die Software ist im Funktionsumfang gegenüber der PC-Version reduziert und für den Einsatz auf kleinformatigen Ausgabegeräten optimiert.
- OziExplorerAndroid läuft unter dem Betriebssystem Android/Linux, insbesondere auf geeigneten Smartphones oder Tablet-Computern. Die Software ist im Funktionsumfang gegenüber der PC-Version reduziert und für den Einsatz auf kleinen Ausgabegeräten optimiert.
- OziExplorer3D stellt eine Erweiterung des Programms auf dem PC dar, mit der sich dreidimensionale Ausgaben von Geodaten realisieren lassen.

Für die Android und CE Version werden in der Regel Karten, Wegpunkte und Routen mit OziExplorer auf dem stationären PC erstellt bzw. gepflegt und anschließend für den praktischen Einsatz auf ein Mobilgerät übertragen, auf dem OziExplorerCE installiert ist.
Unterstützt werden neben allgemein, das NMEA Protokoll ausgebenden GPS-Empfängern eine Vielzahl von GPS-Geräten Garmin, Magellan, Lowrance, Eagle, Brunton/Silva and MLR, bei denen für den bidirektionalen Datenaustausch deren spezifische Protokolle verwendet werden.
Des Weiteren bietet die PC-Version die Möglichkeit Wegepunkte, Routen und Kursaufzeichnungen in verschiedene Fremdformate zu im- als auch zu exportieren, dazu gehören u. a. GPX, XML, KML, PCX5 und IGC.
Die PC- und die Android-Version können die AIS-Daten eines entsprechenden Empfängers in die dargestellte Karte bezogen auf den eigenen Ort und Kurs anzeigen und zusätzlich den Ort der nächsten Annäherung sowie die Zeit bis dahin (CPA = closest point of approach / TCPA = time to CPA).